# Anolis limon
Espèce
Anolis limon est une espèce de sauriens de la famille des Dactyloidae. 

## Répartition
Cette espèce est endémique du département d'Antioquia en Colombie.

## Publication originale
- Velasco & Hurtado-Gómez, 2014 : A new green anole lizard of the "Dactyloa" clade (Squamata: Dactyloidae) from the Magdalena river valley of Colombia. Zootaxa, no 3785 (2), p. 201–216.